# 牟泰
牟泰（1483年—1542年），字以貞，號果崖，四川重慶府巴縣人，軍籍。

## 生平
九月十五日生。治《書經》，由國子生中式庚午四川鄉試第四十七名舉人，年三十五歲中式正德十二年（1517年）丁丑科會試第二百三十七名，第三甲第一百六十五名進士。兵部观政，授刑部主事，升员外郎，改户部郎中，嘉靖五年（1526年）以属吏徐宝侵盗官银，被逮系诏狱，謫高邮州同，遷應天府通判，入为南京户部员外郎，升郎中，出为河東盐运司同知、都匀府知府，十六年（1537年）以贵州凯口苗平，受赏赐，後致仕。

## 家族
曾祖牟永英，贈都察院左僉都御史；祖牟俸，前都察院右副都御史；父牟正大，知州；母楊氏。具慶下，妻高氏，弟牟春、牟蓁。